# Calamus conjugatus
Calamus conjugatus är en enhjärtbladig växtart som beskrevs av Caetano Xavier Furtado. Calamus conjugatus ingår i släktet Calamus och familjen Arecaceae. Inga underarter finns listade i Catalogue of Life.